# Brustkrebsmonat Oktober

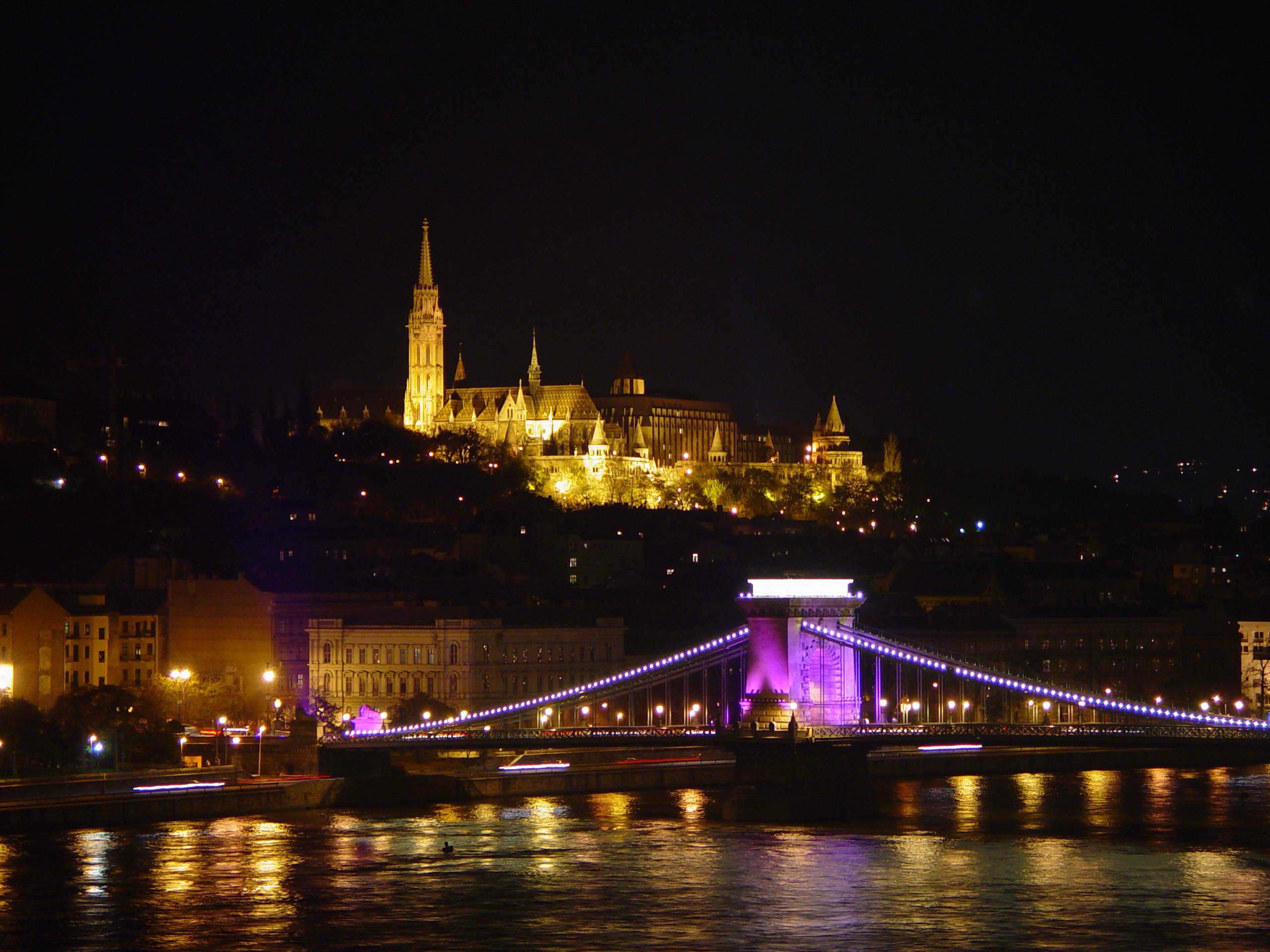
Brücke im Rosa für Brustkrebsmonat Oktober beleuchtet.

Der Brustkrebsmonat Oktober  gibt jährlich internationalen Anlass, die Vorbeugung, Erforschung und Behandlung von Brustkrebs in das öffentliche Bewusstsein zu rücken. Der Brustkrebsmonat geht zurück auf eine Initiative der American Cancer Society aus dem Jahr 1985 und findet seither wachsende Beachtung in Industrieländern. Die Veranstaltungstage werden in den einzelnen Staaten von Organisationen individuell festgelegt. Benefizveranstaltungen finden vorwiegend in der letzten Oktoberwoche statt.

## Geschichte
In der Bundesrepublik Deutschland haben die Deutsche Krebsgesellschaft und die Deutsche Krebshilfe vom Anfang an diesen Gedenktag durch Aktionen und Sachinformationen unterstützt. Inzwischen nutzen die 16 Landeskrebsgesellschaften in Deutschland den Monat, um bundesweit auf ihre regionalen Aktivitäten in diesem Bereich hinzuweisen. Die Informationsarbeit der Stiftung Deutsche Krebshilfe wird von ihren eigenen Organisationen sowie von der Frauenselbsthilfe nach Krebs mitgetragen.

## Rosa Schleife als Symbol
Von den USA aus verbreitete sich die Rosa Schleife als Symbol dafür, auf die Problematik der Brustkrebserkrankungen hinzuweisen. Sie dominiert als Erkennungszeichen bei Veranstaltungen in Nord- und Südamerika. Die Schleife wird auch immer häufiger in Europa verwendet, wie zum Beispiel 2014 bei Veranstaltungen im Brustkrebsmonat in München sowie von der Schweizer Krebsgesellschaft in Zürich. In beiden Städten wurden Veranstaltungsorte und öffentliche Plätze in Rosa illuminiert. Damit orientierte man sich an Veranstaltungen in Amerika, wo unter anderem vor Jahren bereits das Weiße Haus in Rosa beleuchtet war.